# Anna Schimpff-Jahn
Anna Schimpff-Jahn (geb. Jahn) (* 15. November 1831 in Leipzig; † 8. Februar 1896 in Triest, Österreich-Ungarn) war eine deutsche Roman- und Reiseschriftstellerin und Verlegerin; ihr Pseudonym lautete Moritz Horst.

## Leben
Anna Schimpff-Jahn war die Tochter von Johann Christian Jahn, Konrektor der Thomasschule zu Leipzig und Herausgeber der Jahrbücher für Philologie und Pädagogik.
Am 10. Februar 1853 heiratete sie den Buchhändler Friedrich Hermann Schimpff († 30. Juni oder 1. Juli 1861) aus Triest. Nach dem Tod ihres Ehemannes übernahm sie den Buchverlag und setzte einen Geschäftsführer ein; der größte Teil der Bücher wurde in Leipzig bei Hermann Haessel und Carl Reger in Wien ausgeliefert. 1888 verkaufte sie den Verlag an Heinrich Creutz und Benno May.
Sie veröffentlichte ihre erste Novelle in der von Robert Gisecke geleiteten Novellen-Zeitung. Sie schrieb später unter anderem 1889 für Frauenlieblinge von Hans Ziegler,  Der Wanderer in Wien, für die Laibacher Blätter und war eine ständige Mitarbeiterin an Edmund Hoefers Hausblättern. Als die Ausgaben der Hausblättern eingestellt wurden, sammelte sie ihre Novellen und gab sie unter dem Titel Aus dem Küstenlande in vier Bänden heraus.
1874 fertigte sie einen Bericht zu den Frauenarbeiten für den Bericht über die Weltausstellung zu Wien im Jahre 1873.
Nach einer Reise, die sie gemeinsam mit ihrer Freundin Emmy von Dincklage nach Dalmatien unternahm, veröffentlichte sie ihr Reisewerk über Dalmatien Dalmatiner Skizzen zuerst in Otto Delitschs Aus allen Weltteilen.
Während seines Aufenthaltes in Triest lernte sie den späteren Kaiser von Mexiko (siehe Geschichte Mexikos#Interventionen Frankreichs, Zweites Kaiserreich (1864–1867)) Maximilian I. und den Gymnasiallehrer und späteren Schriftsteller Robert Hamerling sowie den österreichischen Vizeadmiral Wilhelm von Tegetthoff kennen.

## Schriften (Auswahl)
- Aus dem Küstenlande.
  - Band 1. Stuttgart, 1865 (Digitalisat).
  - Band 2. Stuttgart, 1865 (Digitalisat).
  - Band 3. Stuttgart, 1865 (Digitalisat).
  - Band 4. Stuttgart, 1865 (Digitalisat).